# Julien Arruti
Julien Arruti, né le 25 novembre 1978 à Rueil-Malmaison (Hauts-de-Seine), est un acteur français connu pour avoir joué dans Babysitting et Babysitting 2.

## Biographie
Julien Arruti naît le 25 novembre 1978 à Rueil-Malmaison. Il a grandi à La Celle-Saint-Cloud.

## Carrière
Julien s’intéresse au théâtre après sa rencontre avec Philippe Lacheau. Ce dernier lui propose de jouer dans ses sketches sur Fun TV dont les parodies de l’émission Popstars. Tout naturellement, il intègre la Bande à Fifi et fait partie de l’aventure Le Vrai Journal de Karl Zéro dès 2003.
Pendant deux ans, Lacheau et Arruti officient dans l'émission. Tarek Boudali rejoint la bande à cette époque. Julien et toute l’équipe rejoignent l’émission Le Grand Journal sur Canal + où ils font rire le public avec leur humour décalé. 
Plus tard, l'équipe joue au théâtre le spectacle Qui a tué le mort ?.
Un an plus tard, Julien obtient son premier rôle au cinéma dans L'Arnacoeur, comédie romantique avec Romain Duris. Le jeune homme enchaîne les projets en groupe et en solo en travaillant également avec Laurent Ruquier pour son émission radio On va s’gêner.
En 2014, Babysitting déboule au cinéma. Le premier long-métrage de la Bande à Fifi comptabilise 2,3 millions d'entrées. Grâce au succès du film, une suite sort 1 an après en 2015 Babysitting 2
Il continue sur sa lancée en étant à l’affiche de 3 comédies en 2017 : Jour J, Alibi.com et Epouse-Moi mon pote. En 2019, la Bande à Fifi relève un pari risqué, l'adaptation cinématographique de City Hunter, manga culte de Tsukasa Hojo dans Nicky Larson et le parfum de Cupidon. Il joue la voix française de Duke du film d'animation Comme des bêtes 2.
En 2020, Julien partage à nouveau la vedette avec la Bande à Fifi dans 30 Jours max, second film de Tarek Boudali. Il participe à LOL : qui rit, sort ! (2021) programme de téléréalité présenté par Philippe Lacheau et qui rassemble une dizaine d’humoristes et comédiens de renom. Alexandra Lamy et Julien Arruti ont tous les deux remporté la finale du divertissement produit par Endemol. En 2021, il participe à l'écriture du scénario de Super-héros malgré lui, réalisé par Philippe Lacheau, où il tient le rôle de Seb. En 2023, il a eu deux sorties avec Alibi.com 2 et 3 Jours max,. En 2024, il est au casting du téléfilm Les Capone attendent un bébé.

## Filmographie

### Cinéma
- 2010 : L'Arnacœur de Pascal Chaumeil : le frère de Florence[19]
- 2013 : Paris à tout prix de Reem Kherici : Lucas
- 2014 : Babysitting de Philippe Lacheau : Alex
- 2015 : Babysitting 2 de Philippe Lacheau : Alex
- 2017 : Alibi.com de Philippe Lacheau : Augustin
- 2017 : Jour J de Reem Kherici : collègue de Mathias
- 2017 : Épouse-moi mon pote de Tarek Boudali : L'aveugle
- 2018 : Comment tuer sa mère de David Diane et Morgan Spillemaecker : Ben
- 2018 : Nicky Larson et le Parfum de Cupidon de Philippe Lacheau : Gilbert Skippy
- 2018 : Brillantissime de Michèle Laroque : un parachutiste
- 2020 : 30 Jours max de Tarek Boudali : Pierre
- 2021 : Super-héros malgré lui de Philippe Lacheau : Seb
- 2023 : Alibi.com 2 de Philippe Lacheau : Augustin
- 2023 : 3 Jours max de Tarek Boudali : Pierre
- 2026 : Le Marsupilami de Philippe Lacheau

### Télévision
- 2003-2005 : Le Vrai Journal : sketches
- 2005-2007 : Le Grand Journal : sketches en direct
- 2021 : LOL : qui rit, sort ! : lui-même
- 2024 : Les Capone attendent un bébé de Gaël Leforestier : Michel

### Scénariste
- 2014 : Babysitting de Philippe Lacheau et Nicolas Benamou
- 2015 : Babysitting 2 de  Philippe Lacheau et Nicolas Benamou
- 2017 : Alibi.com de Philippe Lacheau
- 2018 : Nicky Larson et le Parfum de Cupidon de Philippe Lacheau
- 2021 : Super-héros malgré lui de Philippe Lacheau
- 2023 : Alibi.com 2 de Philippe Lacheau
- 2026 : Le Marsupilami de Philippe Lacheau

### Doublage

#### Films
- 2018 : Pierre Lapin : Benjamin Bunny (Colin Moody) (voix française)
- 2019 : Comme des bêtes 2 : Duke (voix française)

## Théâtre
- 2008 : Qui a tué le mort ? (La Bande à Fifi)